# Gonçalo Velho
Gonçalo Velho Cabral (fl. XV secolo) è stato un navigatore portoghese, cavaliere dell'Ordine di Cristo e commendatario di Almourol. È stato uno stretto collaboratore di Enrico il Navigatore.
Inviato da Enrico il Navigatore scoprì gli isolotti delle Formigas (in portoghese, Ilheus das Formigas) nel 1431, in un primo viaggio effettuato per individuare le isole già avvistate da altri navigatori (ad esempio Diogo de Silves nel 1427). Successivamente sbarcò sull'isola di Santa Maria e São Miguel nelle Azzorre nel 1432 introducendovi del bestiame, mentre la sistematica colonizzazione delle isole non iniziò che pochi anni più tardi (nel 1439 per Santa Maria, e per São Miguel nel 1444).
Padre Gaspare Frutuoso, cronista dell'isola di São Miguel nella seconda metà del XVI secolo, gli attribuì la scoperta delle sette isole Azzorre (ovverosia le isole dei gruppi centrale ed orientale); la moderna storiografia ridimensiona tale affermazione e gli attribuisce soltanto la scoperta del gruppo orientale.